# Foggaret Ezzaouia
Foggaret Ezzoua également orthographié Foggaret Ezzoua (en arabe : فقارة الزوى) est une commune de la wilaya d'In Salah (créée en 2019, auparavant faisant partie de la wilaya de Tamanrasset) en Algérie.

## Géographie
Foggaret Ezzoua se trouve à 40 km (45 km par la route) à l'est de la ville d'In Salah, chef-lieu de la daïra, et à 550 km (650 km par la route) au nord de Tamanrasset. La ville principale se trouve à environ 300 mètres d'altitude. Deux lieux-dits se situent quelques kilomètres au sud du bourg principal.
En 2008, 6 649 habitants sont recensés dans la commune, ce qui, avec ses 61 313 km2, représente seulement 0,108 habitants au kilomètre carré. Ils habitent essentiellement le centre urbain.

## Économie
L'économie de la ville repose en partie sur la culture des dattes dans les palmeraies environnantes.
Foggaret Ezzoua est accessible par l'aéroport d'In Salah situé à 35 km à l'ouest.

## Administration et politique
| Période | Période | Identité            | Étiquette | Qualité |
| ------- | ------- | ------------------- | --------- | ------- |
| 2012    | 2017    | Ben Mbirik Mohammed | RND       | P/APC   |